# Tatiana Țîbuleac
Tatiana Țîbuleac (Chisináu, 15 de octubre de 1978) es una escritora, periodista y traductora moldava-rumana.

## Biografía
Tatiana Țîbuleac nació en la capital de Moldavia, Chisináu. Su padre era periodista y su madre editora, por lo que creció rodeada de libros y periódicos y se aficionó pronto a la lectura.
Estudió periodismo y comunicaciones en la Universidad Estatal de Moldavia y durante esos años ya  empezó a colaborar con diversos medios en calidad de traductora, correctora y reportera.

## Trayectoria
En 1995 Țîbuleac empezó a trabajar en el periódico FLUX, de gran difusión en esa época en Moldavía. Poco después tuvo su propia columna, llamada "Povești adevărate" ("Historias verdaderas").
Cuatro años más tarde pasó a trabajar en la televisión, en un canal moldavo llamado Pro TV Chișinău, donde comenzó como reportera y posteriormente fue presentadora. En alguna ocasión comentó que en su trabajo intentaba escribir sobre personas diferentes y no famosas, porque las encontraba más interesantes. De hecho, solía dedicar días a conocer personas pobres, con enfermedades y en general con problemas sociales sobre los que después escribir.
En 2007 dejó el periodismo y se trasladó a París en 2008. Según ella contó, le vino muy bien el cambio de vida para encontrar un modo nuevo de escribir. 
Publicó en Moldavia su primer libro Fábulas modernas, en 2014. Se trata de una colección de 50 historias cortas sobre la migración. El libro tuvo su origen a raíz de varias publicaciones en Facebook, hechas con el propósito de inspirar a las personas que vivían lejos de su hogar y hablar sobre la migración desde una perspectiva diferente. Las opiniones y los debates generados en la red social hicieron de Fábulas modernas un fenómeno de los más populares aquel año.
Su primera novela El verano en que mi madre tuvo los ojos verdes se publicó en 2017. Según algunos medios, "una cruda e íntima reflexión sobre las relaciones maternofiliales que apela a la fuerza del amor y el perdón" y también la crítica destacó la poesía que destila el estilo descarnado de la autora. La novela ganó múltiples premios literarios y ha sido traducida al francés y al español. En Bucarest se hizo una obra de teatro de la novela.
En 2018 publicó su segunda novela Jardín de vidrio por la que le concedieron el Premio de la Unión Europea de Literatura.

## Premios
- 2020. Premio Las Librerías Recomiendan (CEGAL)
- 2019. Premio Cálamo Libro del año 2019 por El verano que mi madre tuvo los ojos verdes.[2]
- 2019. Libro del Año de las Librerías de Madrid (Finalista)
- 2018. Premio de la Unión de Escritores Moldavos (Rumanía)
- 2018. Premio Observator Cultural (Rumanía)[11]
- 2019. Premio Lyceum (Rumanía)
- 2019. Premio de Literatura de la Unión Europea.[10]
- 2022. XV Premio de Novela Europea Casino de Santiago.

## Obras
- Tatiana Țîbuleac. Fabule Moderne [Fábulas modernas]. Urma Ta.
- Tatiana Țîbuleac;  Marian Ochoa de Eribe (trad.) (2019) [2016]. El verano en que mi madre tuvo los ojos verdes. Editorial Impedimenta. ISBN 978-84-17553-03-6.
- Tatiana Țîbuleac;  Marian Ochoa de Eribe (trad.) (2021) [2019]. El jardín de vidrio. Editorial Impedimenta. ISBN 978-84-17553-92-0.